# ملكة السكاكين
ملكة السكاكين هي أوبرا مكونة من فصلين من تأليف الملحن الأمريكي إريك ستيرن، وقد كتب أيضاً النص الإنجليزي للأوبرا. عُرضت الأوبرا لأول مرة في بورتلاند، أوريغون، في 7 مايو 2010، في مركز إنترستيت فايرهاوس الثقافي، وكان العرض الأول من إخراج نوح ميكينز.

## تاريخ الإنتاج
عرضت مسرحية "ملكة السكاكين" لأول مرة في مركز إنترستيت فايرهاوس الثقافي في بورتلاند، أوريغون، في 7 مايو 2010، واستمرت لمدة أسبوعين إضافيين، بإجمالي عشرة عروض.

## الأدوار والممثلون الأصليون
- إزميرالدا: كاثرين أولسون
- هنري: سكوت كراندال
- حاييم ماير: إريك ستيرن
- بروميثيا: ناغاسيتا
- ألفريد: روبن جاكسون
- كاترينا الطائر الأسود: أشيا جرزيسيك
- راقصة البطن: روبي بيه/تيفاني سلوتكي
- الحمالون: زاندر ألميدا، رالي سايدبوتوم، هيوكا

### الفرقة الموسيقية
المدير الموسيقي: إريك ستيرن ؛ ساكسفون تينور، كلارينيت: روبن جاكسون؛ بوق: كيت بريسلي؛ إيقاع: مارك بيردون؛ بيانو، أكورديون: إريك ستيرن؛ كمان: جريف بير؛ تشيلو: سكيب فون كوسكي؛ باس: ماثيو روتشفورد

## الملخص
تدور أحداث الأوبرا في أوائل الستينيات في كرنفال متنقل وسط احتجاجات الطلاب في برمنغهام بولاية ألاباما، وتحكي قصة أخ وأخت يمارسان رمي السكاكين.

## روابط خارجية
- الموقع الرسمي لإريك ستيرن
- الموقع الرسمي لأوبرا فاجابوند
- الموقع الرسمي لسيرك واندرلاست